# GPM6A
Glycoprotein màng tế bào thần kinh M6-a là một protein mà ở người được mã hóa bởi gen GPM6A.